# Julius Freymuth
Julius Freymuth (* 8. Juli 1881 in Köln; † 1. Oktober 1961 in Nußdorf am Inn) war ein deutscher Landschaftsmaler, Zeichner und Grafiker, der vor allem in Ostpreußen tätig war. Sein Bruder ist der bekannte Architekt Emil Freymuth.

## Leben
Freymuth erhielt eine künstlerische Ausbildung an der Kunstgewerbeschule Düsseldorf und an der Kunstakademie Königsberg. Nach 1918 hielt er sich oft in Nidden (Memelland) auf, einem Fischerort an der Kurischen Nehrung, der besonders im Sommer von vielen Künstlern belebt war. Bis zum Ende des Zweiten Weltkriegs lebte er in Rauschen, einem Badeort an der Nordküste Samlands. Ab den 1930er Jahren stellte Freymuth seine Landschaftsbilder im Königsberger Kunstverein aus. Zwei Mappenwerke über Landschaften des Samlands und Masurens machten ihn bekannt. Sein Schwager, der Ostpreuße Ernst Rimmek (1890–1953), war ein bekannter Pferde- und Landschaftsmaler.